# Jetstar Japan
Jetstar Japan Co., Ltd. (ジェットスター・ジャパン株式会社, Jettosutā Japan Kabushiki kaisha) est une compagnie aérienne à bas prix Japonaise basée à Tokyo. Elle commence ses activités le 3 juillet 2012, et sert aujourd'hui 12 destinations.

## Société
Son siège se situe à Narita, Chiba,. Elle est possédée par Qantas (33.3%), Japan Airlines (33.3%), Mitsubishi Corporation (16.7%), et Century Tokyo Leasing Corporation (16.7%). 

## Destinations
Jetstar Japan propose les destinations suivantes :
Hong Kong
- Hong Kong - Aéroport international de Hong Kong [5]

Japon
- Tokyo – Aéroport international de Narita[6]
- Ōita  – Aéroport d'Oita[7]
- Osaka – Aéroport international du Kansai[6]
- Sapporo  – Aéroport de Shin-Chitose[6]
- Fukuoka – Aéroport de Fukuoka[6]
- Okinawa – Aéroport de Naha[6]
- Nagoya – Aéroport international du Chūbu[7]
- Kagoshima – Aéroport de Kagoshima[7]
- Matsuyama – Aéroport de Matsuyama
- Takamatsu – Aéroport de Takamatsu
- Kumamoto  - Aéroport de Kumamoto[8]

## Flotte

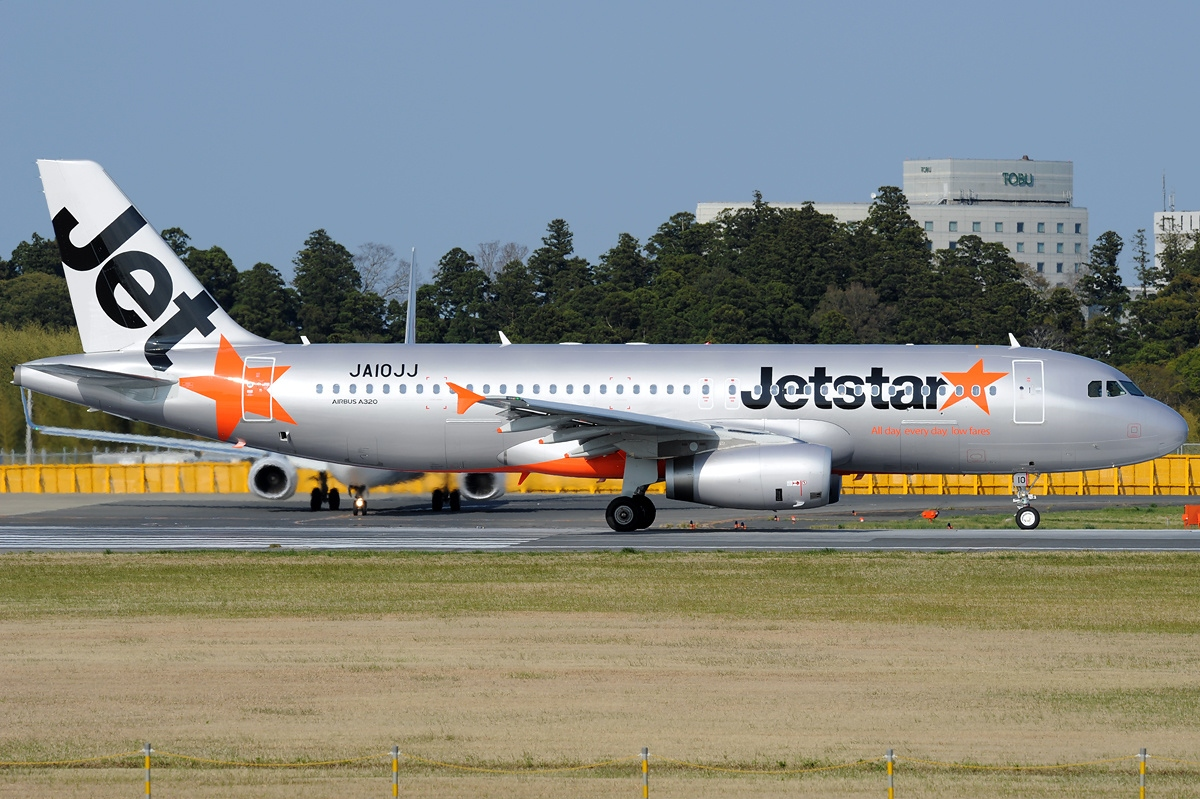
Un Airbus A320 de Jetstar Japan

En décembre 2014, la flotte de Jetstar Japan comprend les appareils suivants, :